# Homokszentgyörgy
Homokszentgyörgy ist eine ungarische Gemeinde im Kreis Barcs im Komitat Somogy. Zur Gemeinde gehört der südwestlich gelegene Ortsteil Mariettapuszta.

## Geografische Lage
Homokszentgyörgy liegt 32 Kilometer südwestlich des Komitatssitzes Kaposvár und 19 Kilometer nordöstlich der Kreisstadt Barcs. Nachbargemeinden sind Lad, Szulok und Kálmáncsa.

## Geschichte
Im Jahr 1913 gab es in der damaligen Kleingemeinde 160 Häuser und 1405 Einwohner auf einer Fläche von 7132 Katastraljochen. Sie gehörte zu dieser Zeit zum Bezirk Barcs im Komitat Somogy.

## Sehenswürdigkeiten
- Reformierte Kirche, erbaut 1826
- Römisch-katholische Kirche Skóciai Szent Margit, erbaut um 1931, mit Fenstern von Ferenc Kopp
- Schloss Széchenyi (Széchenyi-kastély) mit Park
- Weltkriegsdenkmal (I-II. világháborús emlék)

## Verkehr
Durch Homokszentgyörgy verläuft die Landstraße Nr. 6623. Die nächstgelegenen Bahnhöfe befinden sich in Barcs und in Szigetvár.